# Cumeeira
Cumeeira è una freguesia situata nella municipalità di Penela, in Portogallo. La sua popolazione ammontava a 1 072 abitanti nel 2011, distribuita in un'area di 21,29 km².